# Ciudad del Este
Ciudad del Este este un oraș din departamentul Alto Paraná, Paraguay.